# Cicinnus orthane
Cicinnus orthane is een vlinder uit de familie van de Mimallonidae. De wetenschappelijke naam van de soort is voor het eerst geldig gepubliceerd in 1852 door Blanchard.